# Liste der Baudenkmäler in Markt Erlbach
Auf dieser Seite sind die Baudenkmäler in dem mittelfränkischen Markt Markt Erlbach zusammengestellt. Diese Tabelle ist eine Teilliste der Liste der Baudenkmäler in Bayern. Grundlage ist die Bayerische Denkmalliste, die auf Basis des Bayerischen Denkmalschutzgesetzes vom 1. Oktober 1973 erstmals erstellt wurde und seither durch das Bayerische Landesamt für Denkmalpflege geführt wird. Die folgenden Angaben ersetzen nicht die rechtsverbindliche Auskunft der Denkmalschutzbehörde.
 Diese Liste gibt den Fortschreibungsstand vom 29. Mai 2020 wieder und enthält 50 Baudenkmäler.

## Ensembles

### Ensemble Ortskern Markt Erlbach
Das Ensemble umfasst den gesamten geschlossenen Ortskern, den die ehem. Marktbefestigung bis heute im Straßenverlauf anschaulich definiert, einschließlich des historischen Weihers im Nordosten, die sogenannte Weed. 815 wird Markt Erlbach erstmals erwähnt und der Fiskalbezirk 1282 als Reichslehen an die Burggrafen von Nürnberg vergeben, die den Ort als Gerichts- und Verkehrsmittelpunkt ausbauten. Seit 1314 ist das Marktrecht belegt. Markt Erlbach wurde durch seine Lage an der bedeutenden Heerstraße Nürnberg-Windsheim in fast allen Kriegen erheblich in Mitleidenschaft gezogen und entwickelte sich nur langsam. Auf die Bedeutung als kirchlicher Zentralort verweist die stattliche evangelische Pfarrkirche mit dem alten Kilianspatrozinium und den das Ortsbild prägenden gotischen Bauteilen des ausgehenden 14. Jh. Nachdem Markt Erlbach 1810 an Bayern fiel, war es bis ins frühe 20. Jh. Sitz eines Rentamts und Amtsgerichts; den Charakter einer kleinen, bäuerlichen Amtsstadt bewahrt sich der Ort bis heute. Die kurvenreiche Hauptstraße, die den lang gestreckten ovalen Ort in Längsrichtung vollständig durchläuft, ist mehrfach so stark gekrümmt, dass weder eine durchgehende Perspektive möglich ist, noch ein Straßenmarkt zustande kam. Gleichwohl hat sich an der östlichen Abzweigung der Ringstraße eine platzartige, dreieckige Erweiterung vor dem alten Rathaus ausgebildet, die eine Zäsur in dieser Achse schafft. Die Bebauung zeigt eine lockere Reihung von Häusern zumeist in Giebelstellung, aber auch traufseitig ausgerichtete Bauten mit Halbwalm- oder Vollwalmdächern, welche in spätbarocker oder biedermeierlicher Gestalt das Straßenbild akzentuieren. Außerdem zeugt das Torhaus im Osten neben wenigen Fachwerkhäusern von der älteren erhaltenen Bausubstanz. Den historischen Ortsrand ziehen die Neue Straße, die Wiesen- und die Flurstraße nach, wobei das historische Bild die Scheunenreihe im Süden sowie die ehem. Hausgärten im Norden aufrecht halten, die in ihrem Bestand jedoch gefährdet sind. Nördlich der Hauptstraße baucht sich der Ort durch den bogenförmigen Verlauf der Ringstraße aus, deren kleinteilige Bebauung die ursprüngliche soziale Abstufung im Gefüge des Ortes erlebbar macht. Von ihr zweigt im Osten die Kirchgasse ab, an deren Ende sich die abseits am nordöstlichen Rand gelegene Kilianskirche ebenso wie das ehem. Dekanat, ein stattlicher Fachwerkbau des 16. Jh., befindet. Neben bescheidenen Bauten der Gründerzeit ergänzt ein Kriegerdenkmal hier die historische Struktur des Ortes, dessen Substanz zahlreiche Um- und Neubauten allerdings stark schwächten. Aktennummer: E-5-75-145-1.

## Baudenkmäler nach Gemeindeteilen

### Markt Erlbach
| Lage                                                                         | Objekt                                                                                 | Beschreibung | Akten-Nr.     | Bild           |
| ---------------------------------------------------------------------------- | -------------------------------------------------------------------------------------- | --- | ------------- | -------------- |
| Ansbacher Straße 13 (Standort)                                               | Ehemaliges Amtsgericht                                                                 | Dreigeschossiger, traufständiger Walmdachbau mit Trauf- und Gurtgesimsen, Lisenen und profilierten Rahmungen aus Sandstein in Formen der Neorenaissance, mit eingeschossigem, rückliegenden Arrestzellenanbau, 1877/78 | D-5-75-145-50 | weitere Bilder |
| Ansbacher Straße 13 (Standort)                                               | Nebengebäude                                                                           | Eingeschossiger Sandsteinquaderbau mit Satteldach, wohl um 1878 | D-5-75-145-50 | weitere Bilder |
| Ansbacher Straße 13 (Standort)                                               | Hofmauer                                                                               | Sandsteinquader, wohl um 1878 | D-5-75-145-50 | weitere Bilder |
| Ansbacher Straße 14 (Standort)                                               | Ehemaliges Finanzamts- und Polizeigebäude, seit den 1970er-Jahren Pflege- und Wohnheim | Dreigeschossiger Walmdachbau mit großen Zwerchhausgiebel, Treppenhausturm mit Pyramidendach und genuteten Ecklisenen, neobarock, 1902 | D-5-75-145-51 | weitere Bilder |
| Ansbacher Straße 14 (Standort)                                               | Nebengebäude                                                                           | Eingeschossiger Satteldachbau mit Schweifgiebel, wohl 1902 | D-5-75-145-51 | weitere Bilder |
| Hagenhofer Weg, vor Windsheimer Straße 21 (Standort)                         | Zwei Steinkreuze                                                                       | Oberfläche verwittert, kurze Kreuzarme, spätmittelalterlich | D-5-75-145-23 | weitere Bilder |
| Hauptstraße 1 (Standort)                                                     | Torhaus                                                                                | Zweigeschossiger Fachwerkbau, teils massiv, mit Walmdach, 17. Jahrhundert, östliche Erweiterung bezeichnet „1733“, südliche Erweiterung um 1800 | D-5-75-145-4  | weitere Bilder |
| Hauptstraße 2 a (Standort)                                                   | Ehemaliges Pfarrhaus, jetzt Museum                                                     | Zweigeschossiger Satteldachbau mit Fachwerkobergeschoss und -giebel mit Andreaskreuzen und K-Streben, Obergeschoss im Kern um 1450, erneuert 1696 (dendrochronologisch datiert) | D-5-75-145-5  | weitere Bilder |
| Hauptstraße 2 (Standort)                                                     | Hofmauer                                                                               | Bruchsteinmauerwerk aus Sandstein, 18./19. Jahrhundert | D-5-75-145-5  | weitere Bilder |
| Hauptstraße 6 (Standort)                                                     | Ehemalige Schule                                                                       | Zweigeschossiger, giebelständiger Mansardwalmdachbau mit Fachwerkobergeschoss, 1815, Umbau 1882–1883 | D-5-75-145-6  | weitere Bilder |
| Hauptstraße 20 (Standort)                                                    | Ehemaliges Rathaus, heute Kindergarten                                                 | Zweigeschossiger Walmdachbau in Ecklage, traufseitiges Fachwerkobergeschoss mit Fußbügen und Andreaskreuzen, Dachreiter mit Glockenhaube und Ziffernblatt, 1671, mit späteren Veränderungen | D-5-75-145-7  | weitere Bilder |
| Hauptstraße 21 (Standort)                                                    | Wohnhaus                                                                               | Sandsteinquaderbau mit Walmdach und profiliertem Gurt- und Sohlbankgesims, Anfang 19. Jahrhundert | D-5-75-145-8  | weitere Bilder |
| Hauptstraße 24 (Standort)                                                    | Gasthof Zum Roß                                                                        | Zweigeschossiger Walmdachbau mit verputztem Fachwerkobergeschoss und schmiedeeisernem Wirtshausschild, erste Hälfte 19. Jahrhundert | D-5-75-145-9  | weitere Bilder |
| Hauptstraße 25 (Standort)                                                    | Verputzter Walmdachbau                                                                 | Anfang 19. Jahrhundert | D-5-75-145-10 | weitere Bilder |
| Hauptstraße 27 (Standort)                                                    | Gasthaus zum Schwan                                                                    | Zweigeschossiger traufständiger Sandsteinquaderbau mit Halbwalmdach, bezeichnet „1839“, Brauereiflügel, rückwärtig anschließend, zweigeschossiger Sandsteinquaderbau mit Fachwerkobergeschoss und Satteldach, bezeichnet „1842“ | D-5-75-145-11 | weitere Bilder |
| Hauptstraße 30 (Standort)                                                    | Wohnhaus                                                                               | Eingeschossiger, giebelständiger Satteldachbau mit verputztem Fachwerkgiebel, 18. Jahrhundert | D-5-75-145-12 | weitere Bilder |
| Hauptstraße 32 (Standort)                                                    | Ehemaliges Gasthaus Zum Löwen, heute Bürgerhaus                                        | Zweigeschossiger Sandsteinquaderbau in Ecklage mit Mansardwalmdach, Ecklisenen und Gurtgesims, Anfang 19. Jahrhundert, schmiedeeisernes Wirtshausschild, 18. Jahrhundert | D-5-75-145-13 | weitere Bilder |
| Hauptstraße 35 (Standort)                                                    | Wohnhaus                                                                               | Zweigeschossiger Satteldachbau, an nördlicher Giebelseite mit Krüppelwalm und Sandsteinquaderfassade mit Sohlbankgesimsen, um 1860 | D-5-75-145-14 | weitere Bilder |
| Hauptstraße 50 (Standort)                                                    | Wohnhaus                                                                               | Zweigeschossiger Satteldachbau mit Fachwerkobergeschoss und -giebel mit geschwungenen Streben und Rauten in Brüstungsfeldern, erste Hälfte 18. Jahrhundert | D-5-75-145-15 | weitere Bilder |
| Hauptstraße 52, Nähe Sackgasse (Standort)                                    | Wohnhaus                                                                               | Zweigeschossiger, verputzter Fachwerkbau mit Satteldach, in Ecklage, 1703 (dendro.dat.), Nebengebäude, zweigeschossiger niedrigerer Satteldachbau mit Tordurchfahrt, 1706 (dendrochronologisch datiert) | D-5-75-145-16 | weitere Bilder |
| Ignaz-Schneider-Straße 7, Nähe Ignaz-Schneider-Straße (Standort)             | Ehemaliges Handwerkeranwesen                                                           | eingeschossiges Wohnhaus mit Satteldach und Fachwerkgiebel, frühes 18. Jahrhundert | D-5-75-145-55 | weitere Bilder |
| Nähe Ignaz-Schneider-Straße (Standort)                                       | Fachwerkscheune                                                                        | mit Satteldach, erste Hälfte 19. Jahrhundert | D-5-75-145-55 | weitere Bilder |
| Kirchgasse 21 (Standort)                                                     | Evangelisch-lutherische Pfarrkirche Sankt Kilian                                       | Saalbau aus Sandsteinquadern, Langhaus mit Satteldach, eingezogenem Polygonalchor und an der Südseite schmalen Treppenturm mit steinernem Pyramidendach und Sakristei- und Ölberganbau mit steilem Pultdach, frei stehender, fünfgeschossiger Nordturm mit Gurtgesimsen und Welscher Haube, Langhaus um 1380, nach Brand 1632 teils erneuert, an der Nordseite oktogonaler Treppenturm mit Glockenhaube, 1906, mit Ausstattung (siehe: Kanzel (Markt Erlbach)) | D-5-75-145-1  | weitere Bilder |
| Nähe Kirchgasse, Hauptstraße 2 a (Standort)                                  | Kirchhofmauer                                                                          | Bruchsteinmauerwerk an Ostseite erhalten, spätmittelalterlich | D-5-75-145-1  | weitere Bilder |
| Hauptstraße 2 a (Standort)                                                   | Grabmal                                                                                | Sandstein, 18./19. Jahrhundert | D-5-75-145-1  | weitere Bilder |
| Kirchgasse (Standort)                                                        | Kriegerdenkmal (Kriege 1866 und 1870/71)                                               | historisierender Sandsteinpfeiler mit -obelisk, bez. 1876 | D-5-75-145-25 | weitere Bilder |
| Ringstraße 4 (Standort)                                                      | Ehemalige Schmiede                                                                     | Zweigeschossiger Satteldachbau mit Sandsteinquaderfassade, Volutengiebel mit Vasenbekrönung, bezeichnet „1828“, nördlicher Pultdachanbau jünger | D-5-75-145-20 | weitere Bilder |
| Schießwasen (Standort)                                                       | Schützenhaus                                                                           | Zweigeschossiger Fachwerkbau mit Fußbügen und Andreaskreuzen, Rundbogentür und Walmdach, bezeichnet „1689“ | D-5-75-145-2  | weitere Bilder |
| Nähe Erlanger Straße, an der Straßengabel Wilhermsdorf/Emskirchen (Standort) | Steinkreuz                                                                             | Mit Pflugschar-Ritzung, Sandstein, spätmittelalterlich | D-5-75-145-22 | weitere Bilder |
| Vogelsang, an der Straße nach Linden (Standort)                              | Steinkreuz                                                                             | Kreuzarme teils abgebrochen, Sandstein, spätmittelalterlich | D-5-75-145-24 | BW             |
| Nähe Erlenbach, nördlich von Kirche und Teich (Standort)                     | Zwei Steinkreuze                                                                       | Westlich mit abgebrochenen Kreuzarm, östlich mit Ritzung von Pflugsäge und -kratzer, Sandstein, spätmittelalterlich | D-5-75-145-21 | weitere Bilder |

### Altselingsbach
| Lage                         | Objekt     | Beschreibung                                                    | Akten-Nr.     | Bild |
| ---------------------------- | ---------- | --------------------------------------------------------------- | ------------- | ---- |
| Altselingsbach 17 (Standort) | Wasserhaus | Eingeschossiger verputzter Halbwalmdachbau, Heimatstil, um 1920 | D-5-75-145-53 | BW   |

### Haaghof
| Lage                    | Objekt  | Beschreibung | Akten-Nr.     | Bild           |
| ----------------------- | ------- | --- | ------------- | -------------- |
| Haaghof 1, 2 (Standort) | Gasthof | Eingeschossiger Mansarddachbau, Gitterfachwerk, bezeichnet mit „1826“, östlich zweigeschossiger Satteldachanbau, später | D-5-75-145-26 | weitere Bilder |

### Hagenhofen
| Lage                     | Objekt                | Beschreibung                     | Akten-Nr.     | Bild           |
| ------------------------ | --------------------- | -------------------------------- | ------------- | -------------- |
| Hagenhofen 25 (Standort) | Fachwerkwohnstallhaus | eingeschossig, bezeichnet „1740“ | D-5-75-145-27 | weitere Bilder |

### Haidt
| Lage               | Objekt   | Beschreibung                                                                                              | Akten-Nr.     | Bild           |
| ------------------ | -------- | --- | ------------- | -------------- |
| Haidt 8 (Standort) | Wohnhaus | Zweigeschossiger, hoher Mansarddachbau mit Fachwerkobergeschoss, bezeichnet „1815“ und „1856“ (renoviert) | D-5-75-145-28 | weitere Bilder |

### Jobstgreuth
| Lage                        | Objekt                                          | Beschreibung | Akten-Nr.     | Bild           |
| --------------------------- | ----------------------------------------------- | --- | ------------- | -------------- |
| Jobstgreuth 3 (Standort)    | Ehemaliges Schulhaus                            | Eingeschossiger Sichtziegelsteinbau mit Satteldach, in Sandstein abgesetzte Eckquaderung und Rahmungen, 1883 | D-5-75-145-52 | BW             |
| Jobstgreuth 5 (Standort)    | Evangelisch-lutherisch Filialkirche Sankt Jobst | Sandsteinquaderbau, Langhaus mit Satteldach, eingezogenem Polygonalchor und viergeschossigem Nordturm mit Gurtgesimsen und Pyramidendach, im Kern Mitte 13. Jahrhundert, Chor 1431 (dendrochronologisch datiert), Langhaus 1690 (dendrochronologisch datiert), mit Ausstattung | D-5-75-145-30 | weitere Bilder |
| Jobstgreuth 3, 5 (Standort) | Kirchhofmauer                                   | Bruch- und Quadermauerwerk, älteste Teile mittelalterlich | D-5-75-145-30 | BW             |

### Kappersberg
| Lage                      | Objekt     | Beschreibung                                                                    | Akten-Nr.     | Bild |
| ------------------------- | ---------- | ------------------------------------------------------------------------------- | ------------- | ---- |
| Kappersberg 10 (Standort) | Steinkreuz | Ein Arm abgebrochen, Sandstein, spätmittelalterlich, zu Haus Nummer (6, alt) 10 | D-5-75-145-32 | BW   |

### Kemmathen
| Lage                   | Objekt        | Beschreibung                                   | Akten-Nr.     | Bild |
| ---------------------- | ------------- | ---------------------------------------------- | ------------- | ---- |
| Kemmathen 3 (Standort) | Wohnstallhaus | Mit einseitiger Mansarde, Ende 18. Jahrhundert | D-5-75-145-33 | BW   |

### Kotzenaurach
| Lage                      | Objekt      | Beschreibung | Akten-Nr.     | Bild |
| ------------------------- | ----------- | --- | ------------- | ---- |
| Kotzenaurach 2 (Standort) | Hammermühle | Zweigeschossiger Satteldachbau, Fachwerkobergeschoss mit Andreaskreuzen, zweites Viertel 18. Jahrhundert, Umbau östlicher Teil, 1837 | D-5-75-145-34 | BW   |

### Linden
| Lage                                                          | Objekt                                                                    | Beschreibung | Akten-Nr.     | Bild           |
| ------------------------------------------------------------- | ------------------------------------------------------------------------- | --- | ------------- | -------------- |
| Buchschlag, am Weg nach Altselingsbach (Standort)             | Jagdgrenzstein                                                            | Bezeichnet „1742“ | D-5-75-145-47 | BW             |
| Hauptstraße 6 (Standort)                                      | Wohnhaus                                                                  | Zweigeschossiger Walmdachbau mit Fachwerkobergeschoss und Ecklisenen, 18. Jahrhundert | D-5-75-145-43 | weitere Bilder |
| Hauptstraße 16 (Standort)                                     | Wohnhaus mit Backstube                                                    | Eingeschossiger, giebelständiger Satteldachbau, zum Teil in Fachwerk, dendro.dat. 1686, Umbauten bez. 1794, bez. 1859 und 1899 | D-5-75-145-76 | weitere Bilder |
| Hauptstraße 16 (Standort)                                     | Scheune                                                                   | Verbretterter Fachwerkbau mit Steilsatteldach, bez. 1820 | D-5-75-145-76 | weitere Bilder |
| Hauptstraße 16 (Standort)                                     | Stall                                                                     | Erdgeschossiger Bruchsteinbau mit Satteldach und Fachwerkgiebel, 1860 | D-5-75-145-76 | weitere Bilder |
| Hauptstraße 26 (Standort)                                     | Wohnstallhaus                                                             | Eingeschossiger, lang gestreckter Satteldachbau mit Fachwerkgiebel, bezeichnet „1787“ | D-5-75-145-40 | weitere Bilder |
| Hauptstraße 30 (Standort)                                     | Gasthaus Rangau                                                           | Zweigeschossiger Walmdachbau mit Fachwerkobergeschoss, Schleppgauben, Eckvorlagen und Rahmungen in Haustein, bezeichnet „1776“ | D-5-75-145-39 | weitere Bilder |
| Hauptstraße 31, 33 (Standort)                                 | Gasthaus zur weißen Taube                                                 | Doppelhaus, zweigeschossiger Walmdachbau mit verputztem Fachwerkobergeschoss, zweiflüglige Haustür aus Holz mit Oberlicht, im Kern erstes Viertel 19. Jahrhundert, um 1860 | D-5-75-145-44 | weitere Bilder |
| Hauptstraße 34 (Standort)                                     | Evangelisch-lutherische Pfarrkirche St. Johannes Baptist und St. Leonhard | Saalkirche, Quaderbau, Langhaus mit Satteldach, Lisenen, Treppenblende am Westgiebel, eingezogenem Polygonalchor und viergeschossigem Nordturm mit oktogonalem Läutgeschoss und Pyramidendach, im Kern von 1501, Turm 1742, Laterne und Sakristeianbau 1796, Langhaus 1872–1873, mit Ausstattung | D-5-75-145-35 | weitere Bilder |
| Hauptstraße 36 (Standort)                                     | Wohnstallhaus                                                             | Zweigeschossiger Satteldachbau mit Fachwerkobergeschoss, nach 1775 (dendrochronologisch datiert), bezeichnet „1828“ | D-5-75-145-37 | weitere Bilder |
| Hauptstraße 44 (Standort)                                     | Wohnstallhaus                                                             | Zweigeschossiger Satteldachbau mit Schleppgauben, Ecklisenen und Gurtgesims, bezeichnet „1786“ | D-5-75-145-36 | weitere Bilder |
| Pfarrgasse 2 (Standort)                                       | Pfarrhaus                                                                 | Zweigeschossiger Mansardwalmdachbau mit Eckquaderung, nach 1654 | D-5-75-145-38 | weitere Bilder |
| Nähe Pfarrgasse (Standort)                                    | Ehemals Lagerkeller für Bier                                              | Zweigeschossiges Kellersystem mit in den Sandsteinfels gehauenen, gekrümmten Felsengängen, zum Teil mit Steinbänken zur Fasslagerung, mit geziegeltem Eiskeller, Portal bez. 1760, Eiskeller 1898; zum Brauereigasthaus Hauptstraße 30 gehörig                                                   | D-5-75-145-58 | BW             |
| Raiffeisenstraße 5 (Standort)                                 | Ehemals Forsthaus                                                         | zweigeschossiger Walmdachbau, bis auf Ostwand verputztes Fachwerkhaus, wohl 1779 | D-5-75-145-41 | weitere Bilder |
| Raiffeisenstraße 15 (Standort)                                | Wohnhaus                                                                  | Zweigeschossiger Walmdachbau, verputztes Fachwerk, erste Hälfte 19. Jahrhundert | D-5-75-145-42 | weitere Bilder |
| Beim Steinernen Kreuz, an der Straße nach Mailheim (Standort) | Steinkreuz                                                                | Übermannshohes, gefastes Sühnekreuz, oberer Arm rückwärtig abgeplatzt, spätmittelalterlich | D-5-75-145-45 | weitere Bilder |

### Pilsenmühle
| Lage                     | Objekt              | Beschreibung                                                                          | Akten-Nr.     | Bild           |
| ------------------------ | ------------------- | ------------------------------------------------------------------------------------- | ------------- | -------------- |
| Pilsenmühle 1 (Standort) | Wohnstallhaus/Mühle | Zweigeschossiger Satteldachbau mit Fachwerkobergeschoss, bezeichnet „1739“ und „1867“ | D-5-75-145-49 | weitere Bilder |
| Pilsenmühle (Standort)   | Hofhaus             | Eingeschossiger Fachwerkbau mit Satteldach, bezeichnet „1769“                         | D-5-75-145-49 | BW             |

### Waldhaus
| Lage                                                                      | Objekt                             | Beschreibung | Akten-Nr.     | Bild |
| ------------------------------------------------------------------------- | ---------------------------------- | --- | ------------- | --- |
| Schußbacher Forst (im Schußbachwald, südwestlich von Waldhaus) (Standort) | Bildstock, sogenannte Eiserne Hand | Wildbannzeichen, Holzständer, daran seitlich angebrachte, flache Eisenhand, bezeichnet mit „1848“, wohl auf älteres Vorbild zurückgehend, 17./18. Jahrhundert; nicht nachqualifiziert, im Bayerischen Denkmal-Atlas nicht kartiert | D-5-75-145-46 | [[Vorlage:Bilderwunsch/code!/C:49.48586,10.56738!/D:Schußbacher Forst (im Schußbachwald, südwestlich von Waldhaus), Bildstock, sogenannte Eiserne Hand!/\|BW]] |

## Ehemalige Baudenkmäler
In diesem Abschnitt sind Objekte aufgeführt, die früher einmal in der Denkmalliste eingetragen waren, jetzt aber nicht mehr. Objekte, die in anderem Zusammenhang also z. B. als Teil eines Baudenkmals weiter eingetragen sind, sollen hier nicht aufgeführt werden. Aktennummern in diesem Abschnitt sind ehemalige, jetzt nicht mehr gültige Aktennummern.

| Lage                                  | Objekt              | Beschreibung                                                                                        | Akten-Nr.     | Bild |
| ------------------------------------- | ------------------- | --------------------------------------------------------------------------------------------------- | ------------- | ---- |
| Holzmühle Holzmühle 1 (Standort)      | Ehemalige Sägemühle | Zweigeschossiger Satteldachbau mit Ecklisenen und Gurtband, bezeichnet „1813“, Obergeschoss, später | D-5-75-145-29 | BW   |
| Jobstgreuth Jobstgreuth 17 (Standort) | Bauinschrift        | Von 1828                                                                                            | D-5-75-145-31 | BW   |